# Rutilotrixa tessellata
Rutilotrixa tessellata är en tvåvingeart som beskrevs av Barraclough 1992. Rutilotrixa tessellata ingår i släktet Rutilotrixa och familjen parasitflugor. Inga underarter finns listade i Catalogue of Life.